# جائزة المجر الكبرى 2011
جائزة المجر الكبرى 2011 (بالإنجليزية: 2011 Hungarian Grand Prix)‏ هو سباق فورمولا 1 أقيم بتاريخ 31 يوليو، 2011 في حلبة المجر. كان الحادي عشر من أصل 19 في بطولة العالم لسباقات الفورمولا واحد موسم 2011. حلّ البريطاني جنسن باتون أولا بينما جاء الألماني سباستيان فيتل في المركز الثاني وحصل على المركز الثالث الإسباني فرناندو ألونسو.